# Novotvorina
Novotvorina, neoplazma (grč. neos - nov, plasia - rast) ili tumor (lat. tumor - oteklina) patološka je tvorba nastala kao posljedica prekomjernog umnažanja abnormalnih stanica. Rast novotvorine nadmašuje rast normalnih tkiva, biološki je nesvrhovit, nepravilan i neorganiziran.
U osnovi, novotvorine nastaju kad se izgubi normalna fiziološka regulacija kontrolnih mehanizama rasta stanice. Novonastale stanice se od polaznih stanica razlikuju i strukturno i funkcionalno, ali se u većini slučajeva može prepoznati od koje vrste stanica ili tkiva je nastao tumor. Tumorske bolesti imaju ozbiljnu prognozu, a neke su opasne po život te su danas aktulana tema zbog traženja novih načina izlječenja. Znanost koja se bavi proučavanjem novotvorina naziva se onkologija.

## Podjela novotvorina
Novotvorine mogu biti zloćudne (maligne) i dobroćudne (benigne). Razlika između njih je u agresivnosti rasta, te u tome što maligni daju metastaze i šire se u okolinu, infiltrirajući se u okolno tkivo, dok benigni tumori ne daju metastaze na druge organe i ne infiltriraju se u okolno zdravo tkivo, već ga potiskuju odnosno rastu ekspanzivno. Zloćudni oblik naziva se i rak (lat. cancer - rak rana, neizlječiva rana). Zloćudnost ili malignost nekog tumora odnosi se na svojstvo tog tumora da invadira i razara okolno tkivo i da stvara udaljene metastaze u organizmu, te kao posljedica nastupa smrt. Naravno, dijagnoza zloćudnog tumora ne podrazumijeva smrt. Pravodobnom dijagnozom, i dobrim odabirom terapije izlječenje je kod nekih malignih tumora moguće.

### Dobroćudne novotvorine
- Dobroćudni tumori vezivnog podrijetla su fibromi sačinjeni od fibrocita, lipomi sačinjeni od lipocita i hondromi sačinjeni od hondrocita.
- Hemangiomi i limfangiomi su tumori koji vuku podrijetlo iz krvnih i limfnih žila.
- Leiomiomi su novotvorine kojima podrijetlo čine glatke mišićne stanice, a rabdomiomi vuku podrijetlo od poprečnoprugastih mišićnig stanica.
- Adenomi su dobroćudni tumori epitelnog porijekla građeni od dobro diferenciranih epitelnih stanica koje grade žljezdana tkiva vrlo slična normalnim egzokrinim ili endokrinim žljezdanim strukturama.
- Cistadenomi su dobroćudne novotvorine žlijezdanog podrijetla u kojima se nalaze različito velike šupline, a tipično se razvija u jajnicima. Ako u šupljinu strše papilarni izdanci tumor se naziva cystadenoma papillare.
- Papilom je dobroćudna novotvorina koja raste s površine epitela, a stvara mikroskopski i makroskopski, duge i tanke izdanke te su resičastog oblika.
- Polip je novotvorina koja se izbočuje iznad površine sluznice, a s peteljkom je povezana sa samom sluznicom. Maligni potencijal češće imaju papilomi nego polipi.

### Zloćudne novotvorine
- Karcinomi su zloćudne novotvorine porijeklom iz epitelnih stanica, a mogu biti podrijetlom iz svih triju zametnih listića. 
  - Adenokarcinom označava tumor u kojem zloćudne tumorske stanice epitelnog porijekla rastu stvarajući žlijezdane tvorbe.
  - Planocelularni karcinom je karcinom nastao iz pločastog epitela.
  - Hepatocelularni karcinom je karcinom nastao iz jetrenih stanica.
  - Anaplastični karcinom je karcinom koji sadrži isključivo nediferencirane stanice.
  - Carcinoma in situ (CIS) - tumorska tvorba mikroskopske debljine, koja se nalazi samo u epitelnom sloju tkiva, i ne probija bazalnu membranu epitela. Ima potencijal probijanja membrane i invazivnog rasta.
- Sarkomi su zloćudni tumori koji potječu iz mezenhima ili njegovih derivata (liposarkom, fibrosarkom, leiomiosarkom, rabdomiosarkom).
- Leukemija je zloćudna bolest, a maligne stanice potječu iz stanica krvotvornih organa koje cirkuliraju u krvi.

## Patohistološka obilježja novotvorina

### Metastaziranje
Metastaze su sekundarno nastale promjene, presadnice koje nisu u dodiru s primarnim tumorom i nalaze se u udaljenim tkivima. Metastaziranje je jedan od najvažnijih karakteristika zloćudnosti, iako svi zloćudni tumori ne metastaziraju.
Metazirajuće stanice su pojedinačne stanice koje se udaljavaju od tumora i ulaze u krv, te se šire tijelom.

### TNM klasifikacija
Jedan od načina određivanja težine stadija raka zasniva se na određivanju veličine primarnog tumora (T), opsegu širenja u regionalne limfne čvorove (N) i prisutnosti ili odsutnosti metastaza (M). 
Osim ovog oblika procjene težine bolesti postoje još i histološke i citološke (npr. Papanicolaou-test ili Papa-test) metode procjene i dijagnostike, kao i biokemijske pretrage na karakteristične tumorske markere.

## Karcinogeneza
Uzrok najvećeg broja tumora nije poznat: Ipak za određene faktore se danas pouzdano zna da su uzročnici stvaranja tumora, a to su, pušenje, UV zračenje, određeni virusi. 
Sam proces nastanka tumora događa se već na molekulskoj razini, tj. poremećaji kontrolnih bjelančevina imaju svoju podlogu u oštećenjima gena koji te proteine i stvaraju. Oštećenje gena može nastati na dva načina: 
1. kao posljedica vanjskih kancerogenih faktora (kemijski, fizikalni, mehanički, virusni agensi
2. kao posljedica spontanih mutacija u organizmu.

Nastanak tumora se ne događa u jednom točno određenom trenutku ili u kratkom vremenskom razdoblju. To je proces koji se sastoji od niza promjena na genotipskoj i na fenotipskoj razini. Taj niz promjena koji vodi od zdravog stanja stanice do pojave tumora najčešće traje mjesecima i godinama. 

### Nastanak tumorske stanice
Tumorska masa inače potječe od jedne jedine stanice. U njoj se godinama nagomilavale razne mutacije gena odgovornih za reprodukciju i regulaciju rasta same stanice. Skupine odgovornih gena za regulaciju rasta su
- onkogeni
- tumorski supresorski geni
- geni za provjeravanje i popravak DNA

Tumorska masa je dinamična i vrlo heterogena populacija stanica zbog neprestanog dijeljenja, nestabilnosti genoma tumorskih stanica i selekciskog tlaka okoliša.

## Klinička obilježja tumora

### Tumorska kaheksija
Kaheksija je teško i iscrpljujuće stanje cjelokupnog organizma koje se javlja u krajnjim stadijima raka, a karakterizirano je padom tjelesne težine, općom slabošću, malaksalošću.

### Paraneoplastični sindrom
To je skup simptoma i znakova bolesti koji nisu dio kaheksije i ne mogu se objasniti ni lokalnim, ni udaljenim rastom tumora, niti njegovom hormonskom aktivnošću. Najčešće se javlja kao hiperkalcemija i Cushingov sindrom.

## Prognoza bolesti
Dobroćudni tumori su najčešće promjene s dobrom prognozom za život. Zloćudne promjene mogu biti izlječiva bolest ako se otkriju u ranom stadiju i ako odmah zatim uslijedi odgovarajuća terapija. Terapija malignih tumora često ne uspijeva u potpunosti izliječiti bolest, ali može produžiti životni vijek, najčešće se radi o nekoliko godina života. 
Ohrabrujući rezultati na polju liječenja malignih tumora u zadnjem desetljeću govore u prilog aktivnoj borbi čovjeka protiv zloćudnog tumora.
|  | Molimo pročitajte upozorenje o korištenju medicinskih informacija. Ne provodite liječenje bez savjetovanja s liječnikom! |